# ズート・アリュアーズ
『ズート・アリュアーズ』（Zoot Allures）は、フランク・ザッパが1976年に発表したアルバム。収録曲の大部分はスタジオ録音だが、「ブラック・ナプキンズ」は1976年2月3日大阪厚生年金会館におけるライブ音源が使用されている。

## 内容
本作は、当初ディスクリート・レコードから2枚組LPとして発売される予定だったが、最終的には1枚となり、発売元もワーナー・ブラザース・レコードに変更された。後のリマスターCDは、ザッパの他のアルバムと同様ライコディスクから発売された。
収録曲の全てに参加したのはザッパとテリー・ボジオで、「拷問は果てしなく」「ワンダフル・ワイノ」は彼らだけでレコーディングされた。彼ら以外の参加者は曲によって異なる。また、本作からの第1弾シングルとしてリリースされた「ファインド・ハー・ファイナー」には、キャプテン・ビーフハートがハーモニカで参加している。なお、ジャケットには、当時ザッパのバンドに加入したエディ・ジョブソンとパトリック・オハーンが写っているが、この二人は本作には参加していない。
「ブラック・ナプキンズ」は本作のライブ音源がレコードでの初披露であるが、ライブでは1975年10月より頻繁に演奏された曲で、次作のライブ・アルバム『ザッパ・イン・ニューヨーク』（1978年）と同じショウで録音された1976年の音源はアルバム『オン・ステージVol.6』（1992年）に、1988年のライブ音源は『メイク・ア・ジャズ・ノイズ』（1991年）に、それぞれ収録された。スタジオ録音のヴァージョンは発表されていない。「拷問は果てしなく」は、本作に先行して1975年4月から5月に行われたキャプテン・ビーフハートとのツアーで、彼のボーカルをフィーチャーして、「Why Doesn't Somebody Get Him a Pepsi?」というタイトルで披露された。1991年にリリースされた未発表ライブ音源集『オン・ステージ Vol.4』には、ビーフハートが歌った初期ヴァージョンが収録されている。「ワンダフル・ワイノ」は、マザーズ・オブ・インヴェンションのベーシストだったジェフ・シモンズのソロ・アルバム『Lucille Has Messed My Mind Up』の収録曲を改作したもので、1970年よりマザーズのツアーで演奏されていた。

## 評価
François Coutureはオールミュージックにおいて5点満点中4点を付け「ユーモアが完全に排除されたわけではないが、『ズート・アリュアーズ』は、よりシリアスなロック・アルバムとして突出している」と評している。また、D. J. Considineは1995年7月9日付のThe Baltimore Sun紙において、ザッパの代表作の一つとして本作を挙げ「かなりダークなアルバムで、汚らしい皮肉と悪意に満ちた嫌味に満ちているが、その一方で、驚くほどファンキーなリズム・ワークや、ザッパの雄弁なギター・ソロが誇示されている」と評している。

## 収録曲
特記なき楽曲はフランク・ザッパ作。
1. ワインド・アップ・ワーキン・イン・ア・ガス・ステイション - "Wind Up Workin' in a Gas Station" - 2:29
2. ブラック・ナプキンズ - "Black Napkins" - 4:14
3. 拷問は果てしなく - "The Torture Never Stops" - 9:45
4. ミズ・ピンキー - "Ms. Pinky" - 3:40
5. ファインド・ハー・ファイナー - "Find Her Finer" - 4:07
6. フレンドリー・リトル・フィンガー - "Friendly Little Finger" - 4:17
7. ワンダフル・ワイノ - "Wonderful Wino" (Jeff Simmons, Frank Zappa) - 3:38
8. ズート・アリュアーズ - "Zoot Allures " - 4:13
9. ディスコ・ボーイ - "Disco Boy" - 5:09

## 参加ミュージシャン
- フランク・ザッパ - ギター (all)、 ボーカル (on 1. 3. 4. 5. 7. 9.)、ベース(on 1. 3. 4. 5. 6. 7. 9.)、シンセサイザー (on 1. 4. 5. 9.)、キーボード (on 3. 5. 7. 9.)
- テリー・ボジオ - ドラムス (all)、バックグラウンド・ボーカル (on 5. 9.)
- デイヴィ・モイア - リード・ボーカル (on 1.)、バックグラウンド・ボーカル (on 1. 9.)
- アンドレ・ルイス - オルガン (on 2.)、ボーカル (on 2.)、バックグラウンド・ボーカル (on 5. 9.)
- ロイ・エストラーダ - ベース (on 2.)、ボーカル (on 2.)、バックグラウンド・ボーカル (on 4. 5. 9.)
- ナポレオン・マーフィー・ブロック - サックス (on 2.)、ボーカル (on 2.)
- ルース・アンダーウッド - シンセサイザー (on 4. 6.)、マリンバ (on 6. 8.)
- キャプテン・ビーフハート - ハーモニカ (on 5.)
- ルーベン・ラドロン・デ・ゲヴァラ - バックグラウンド・ボーカル (on 5.)
- デイヴ・パーラート - ベース (on 8.)
- ルー・アン・ニール - ハープ (on 8.)
- スパーキー・パーカー - バックグラウンド・ボーカル (on 9.)